# Sacerdoce
Pour les articles homonymes, voir Sacerdoce (homonymie).
 (février 2025).
Si vous disposez d'ouvrages ou d'articles de référence ou si vous connaissez des sites web de qualité traitant du thème abordé ici, merci de compléter l'article en donnant les références utiles à sa vérifiabilité et en les liant à la section « Notes et références ».
 (février 2025).
Le sacerdoce (du latin sacerdos, -otis) désigne la dignité et les fonctions du prêtre dans diverses religions.

## Rome antique
Dans la religion de la Rome antique, le prêtre (en latin sacerdos, de sacer, sacré) est un personnage officiel chargé du soin, de la surveillance et du contrôle de tout ce qui concernait les Dieux, soit de tout objet ou de tout être qui leur appartenait, de tout acte qui s'adressait à eux ou de tout phénomène considéré comme un signe particulier de leur volonté.

## Catholicisme

### L'unique sacerdoce du Christ et ses deux participations
Dans le catholicisme, la Constitution Lumen Gentium (chapitre II) distingue deux types de sacerdoces :
- le sacerdoce ministériel, celui des prêtres,
- le sacerdoce commun des fidèles (tous les membres de l'Église, laïcs et prêtres).

Le sacerdoce ministériel et le sacerdoce commun des fidèles participent de l'unique sacerdoce du Christ.
Dans le catholicisme, l'accès au sacerdoce ministériel est obtenu par le sacrement de l'ordination sacerdotale.
Par la consécration épiscopale est conférée la plénitude du sacrement de l'ordre, que la coutume liturgique de l'Église désigne sous le nom de sacerdoce suprême du ministère sacré.
Le sacerdoce est décrit ainsi :
« Le sacerdoce commun des fidèles et le sacerdoce ministériel ou hiérarchique, qui ont entre eux une différence essentielle et non seulement de degré, sont cependant ordonnés l’un à l’autre : l’un et l’autre, en effet, chacun selon son mode propre, participent de l’unique sacerdoce du Christ. Celui qui a reçu le sacerdoce ministériel jouit d’un pouvoir sacré pour former et conduire le peuple sacerdotal, pour faire, dans le rôle du Christ, le sacrifice eucharistique et l’offrir à Dieu au nom du peuple tout entier ».
Dans la Bible, nous retrouvons cette notion de distinction des sacerdoces dans la Cène, lors du lavement des pieds pendant lequel le dialogue entre Jésus et Simon-Pierre renvoie explicitement au rite d'ordination des Lévites : ce rite commence par le lavement (Exode 29,4) et la conséquence en est le fait que la tribu des prêtres Lévites est exclue de l'héritage des autres tribus (cf. Dt 10:9). La part des Lévites, c'est Dieu lui-même (cf. Dt  18:1-2). Or, c'est bien ce que dit Jésus à Simon-Pierre (Jn 13:8). La confirmation du lien entre ces deux rites est alors donnée par Simon-Pierre qui répond : « Alors, Seigneur, pas seulement les pieds, mais aussi les mains et la tête ! » (Jn 13:9).
Ensuite, dans les actes des apôtres, il y a la création des Diacres, qui forment alors un échelon inférieur aux apôtres, affecté au service des fidèles. (Ac 6).
Et dans le corpus paulinien, en particulier les deux Epîtres à Timothée, nous découvrons les ordres d'évêque (Épiscope = le gardien) et de prêtre (Presbytre = l'ancien), ainsi que l'ordre hiérarchique entre eux : l'évêque a la charge de veiller aussi bien sur les fidèles que sur les prêtres. Paul de Tarse enseigne également que l'ordination se fait par l'imposition des mains.
Comme le dit le concile Vatican II dans Lumen gentium, les deux formes de sacerdoce, commun pour les fidèles et ministériel pour les clercs, forment une unité dans le Christ. C'est ce que dit Paul de Tarse dans l'analogie au Corps, donnant la théologie du Corps Mystique : la diversité des sacerdoces et des charismes est comparable à la diversité des membres d'un même corps. Dans cette perspective, le Christ est la tête de ce Corps Mystique, les clercs le cou, les fidèles formants les différents membres selon leurs charismes propres. (cf. 1 Co 12 dans son ensemble et en particulier 1 Co 12:12).

## Protestantisme

### Le sacerdoce universel
C'est Luther qui théorise la doctrine du sacerdoce universel. C'est à l'occasion de trois écrits datant de 1520 (Lettre à la noblesse chrétienne de la nation allemande, De la captivité babylonienne de l'Église et Traité de la Liberté chrétienne) qu'il développe et précise sa doctrine relative au sacerdoce. À cette occasion, il critique vivement la position de l'Église catholique vis-à-vis de sa conception du ministère. Il voit dans la distinction entre état laïc et état ecclésiastique « une fine subtilité et une belle hypocrisie ».

Pour le réformateur, l'Église catholique a créé une distinction qui ne se justifierait pas théologiquement. 
« Ce que fait le Pape ou l’Évêque, l’onction, la tonsure, l’ordination, la consécration, le costume, différent de la tenue laïque, peuvent transformer un homme en cagot, ou en idole barbouillée d’huile, mais ils ne font pas le moins du monde un membre du sacerdoce ou un chrétien. En conséquence, nous sommes absolument tous consacrés prêtres par le baptême comme le disait saint Pierre. ».
Il estime que les chrétiens sont tous placés sur un pied d'égalité puisqu'ils sont unis par un même baptême et une même foi (fondée sur un même Évangile). Conformément au Sola scriptura (l'un des cinq principes fondateurs du protestantisme), Luther fonde sa critique sur un passage biblique (qu'il vise explicitement dans son texte) : 1 Pierre, 2:9.
« Vous, par contre, vous êtes une race élue, un sacerdoce royal, une nation sainte, un peuple racheté, afin d'annoncer les vertus de celui qui vous a appelés des ténèbres à son admirable lumière ».
Cet extrait de l'épître de saint Pierre (en combinaison avec d'autres sources scripturaires, telles que I Cor. 12) lui permet d'affirmer que chaque fidèle est consacré prêtre par le baptême et a vocation à participer au ministère.
Cette conception du sacerdoce découle assez naturellement de la critique protestante à l'égard du rôle de l'Église. Venant au soutien de l'idée que les fidèles ont une relation directe avec Dieu (sans l'intermédiation nécessaire de l'Église) et qu'il ne saurait y avoir de monopole d'interprétation des écritures, la doctrine du sacerdoce universel participe d'une remise en cause d'une partie de la structure de la société du XVIe siècle.
La doctrine du sacerdoce universel est aujourd'hui encore l'un des principes essentiels de la foi protestante.

### Le maintien des ministères
Si la conception du sacerdoce élaborée par Luther a pu être décrite, de prime abord, comme susceptible de faire disparaître toute organisation du clergé et du système clérical (notamment chez Érasme), elle n'a pourtant pas conduit les protestants à rejeter toute forme de ministère.

Bien que l'organisation réelle du ministère puisse différer en fonction des différentes dénominations du protestantisme, l'existence d'un ministère pastoral est un invariable du protestantisme. Luther lui-même considérait que le sacerdoce universel ne devait pas conduire à la disparition de toute forme de ministère :
« S'il est vrai que nous sommes tous également prêtres, nous ne pouvons cependant pas tous être chargés du service et de l'enseignement publics. »
Les protestants conservent donc une certaine forme de structuration, sans que celle-ci ne puisse être complètement assimilée à un clergé. Néanmoins, l'importance du pasteur n'est pas tout à fait identique dans les courants d'inspiration luthérienne et dans les courants d'inspiration réformée. Alors que chez les premiers le pasteur peut apparaître comme fortement mis en valeur, chez les seconds, il n'est là que pour des questions pratiques, de bonne organisation de la vie cultuelle.
Il n'en demeure pas moins que chaque croyant peut, sur le fondement du sacerdoce universel, prétendre à un ministère (pastoral, presbytéral, etc.), en fonction de ses compétences ou aptitudes particulières afin de participer à la vie de son Église.